# Фюрербункер

План бункера

Фюрербу́нкер (нім. Führerbunker) — бункер фюрера; загальна назва комплексу підземних приміщень в Берліні, що розташовувалися  під рейхсканцелярією. Побудований двома етапами — в 1936 та 1943. Бункер служив останнім прихистком Адольфу Гітлеру впродовж останніх тижнів його життя. Бункер був штаб-квартирою фюрера; у ньому Адольф Гітлер, його дружина Єва Браун та декілька нацистських високопосадовців вчинили самогубство.

## Історія бункера
Фюрербункер був запланований ще в 1935 році як звичайне бомбосховище. Тоді він повинен був складатися із 12 невеличких кімнат і не призначався персонально для фюрера. Бункер під рейхсканцелярією будувався у рамках загальнонаціональної кампанії з побудови засобів захисту від повітряних атак ворога. Для самого Гітлера було побудовано декілька ставок на території Третього Рейху та поза ним — фюрер не розраховував під час майбутньої війни залишатися у Берліні. Але з часом плани дещо змінилися, і в липні 1940 року після захоплення Франції Гітлер повернувся до Німеччини, втім фюрербункер тоді майже не використовувався. Кардинальна зміна відбулася на початку 1945 року. Тоді бункер почав використовуватися як штаб-квартира фюрера, де той міг відпочивати й керувати бойовими діями, не боячись нальотів авіації Антигітлерівської коаліції. Останні дні (20–30 квітня 1945) Адольф Гітлер провів саме у фюрербункері. Тут він покінчив із собою. Після того, як у бункері знайшли свій останній прихисток фюрер із деякими прибічниками, укріплення вже не використовувалося. Одразу після капітуляції Німеччини будівлю рейхсканцелярії було знесено, а входи у фюрербункер засипано землею.

## Конструкція бункера

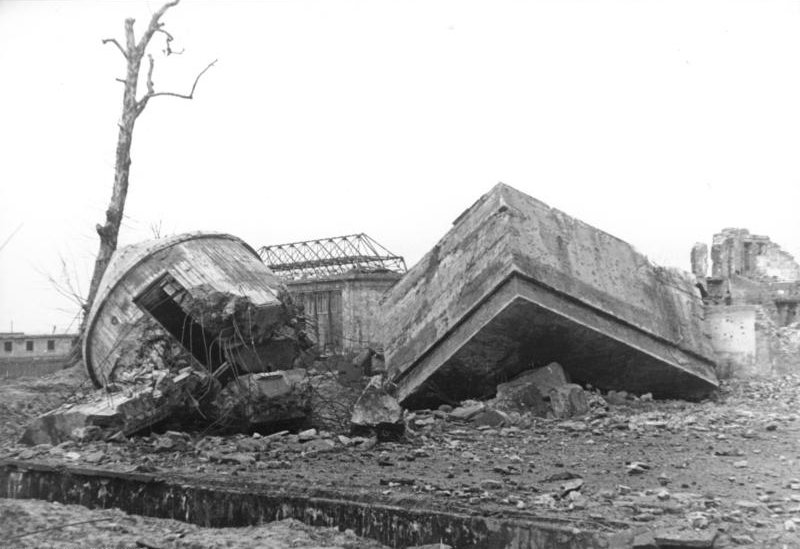
Руїни фюрербункера (підірваний в 1947)

Загальна площа бункера становила приблизно 250 м².. Вартість будівництва об'єкта — 1,4 млн рейхсмарок. З точки зору фортифікації, він був укриттям високого класу (зокрема, перекриття стелі мало товщину 4,5 метрів, а зовнішні стіни — 3,5. Товщина ж внутрішніх стін не перевищувала одного метра, а подекуди менше). Фюрербункер був герметичним і забезпечував надійний захист від газових атак; будівля мала власний дизель-генератор на випадок виведення з ладу електромережі міста. Певною проблемою була занадто велика кількість ґрунтових вод у Берліні, але її вдавалося вирішити. Також бункер мав власні кисневі балони на випадок припинення подачі кисню.
Бункер був заритий під землею не надто глибоко — 17 метрів під землею. Його конструкцією не було передбачено системи опалення. Температура повітря забезпечувалася завдяки підігріву повітря системою вентиляції. Також фюрербункер не був оснащений туалетами, оскільки споруда перебувала нижче рівня міської каналізації. Для Гітлера був обладнаний спеціальний ручний туалет.
Структура фюрербункера являла собою два поверхи. Верхній поверх мав по шість кімнат на кожному крилі. Там містилися службові приміщення, зокрема, кухня, їдальня та кімната для гостей. Нижній поверх був більш «елітним». 17 кімнат на ньому займали Адольф Гітлер та Єва Браун, Йозеф Геббельс, доктор Людвіг Штумпфеггер та інші. Також тут розташовувалися ванні кімнати, спальні, телефонна станція, приміщення охорони і приймальня.

## Після війни
Після самогубства Гітлера бункер майже не використовувався. Солдати Антигітлерівської коаліції знесли Імперську канцелярію та фюрербункер — його було підірвано в 1947 році. Входи були засипані ґрунтом. Сьогодні на місці бункера є просто пустир на розі Вільгельмштрассе й Фоссштрассе недалеко від східного краю Тіргартена. На місці запасного виходу обладнана автостоянка. Від фюрербункера, як і від інших нацистських комплексів майже не залишилося слідів.

## Галерея

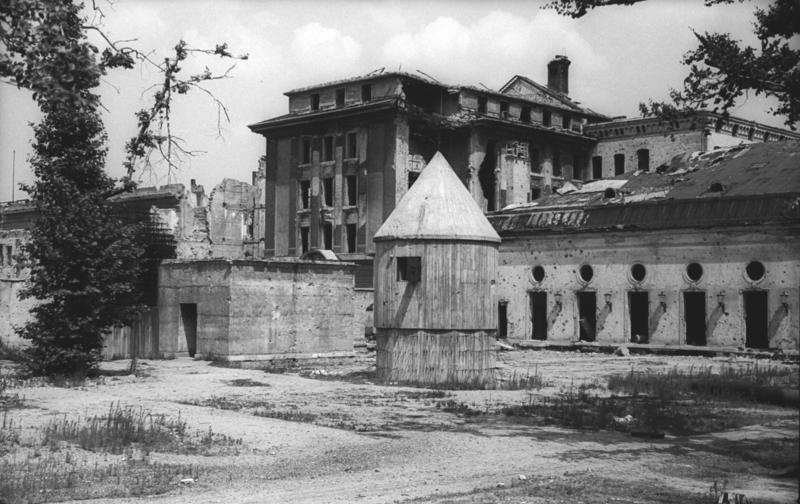
Вихід із фюрербункера
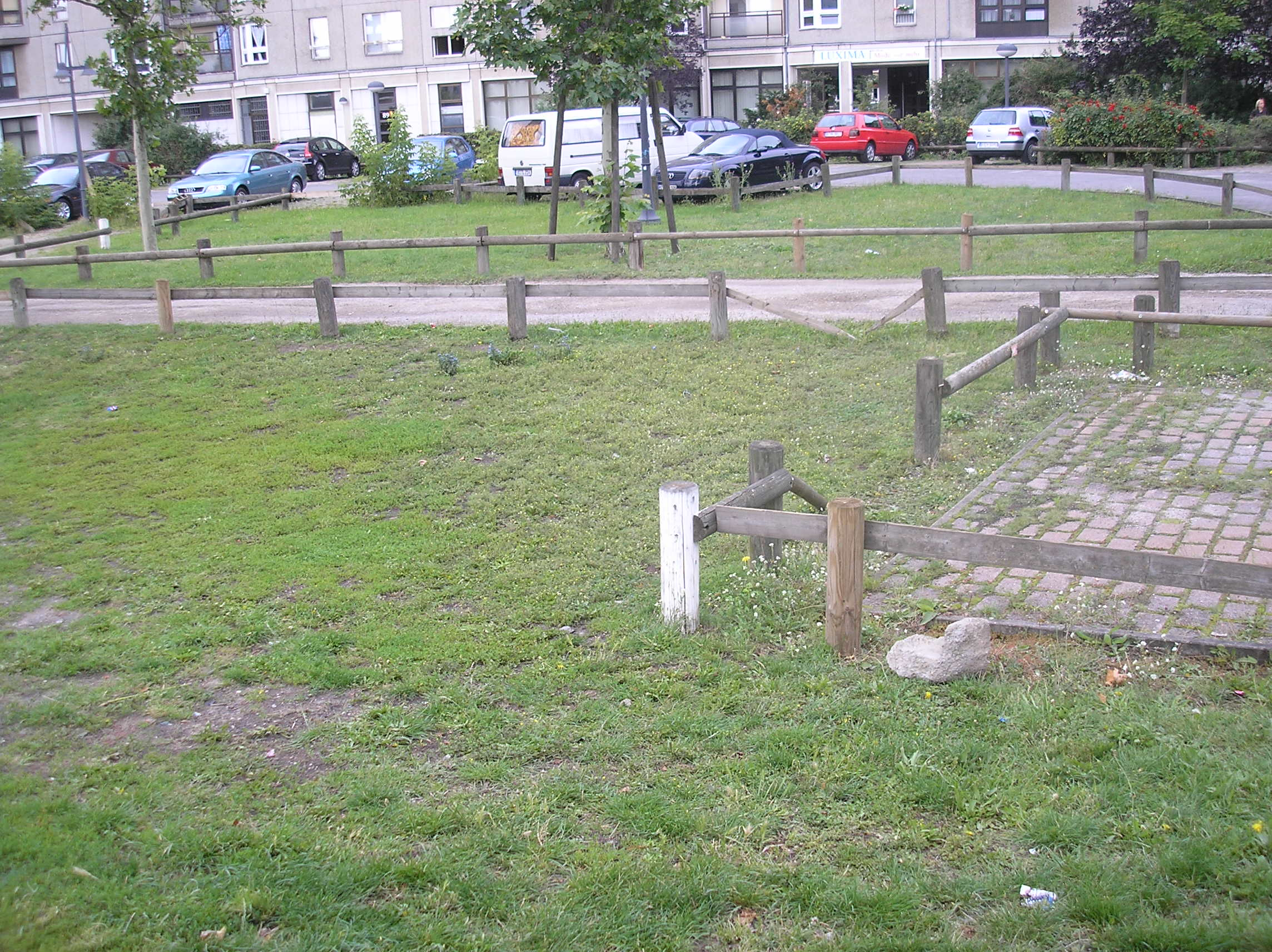
На місці колишнього фюрербункера — 2007 рік
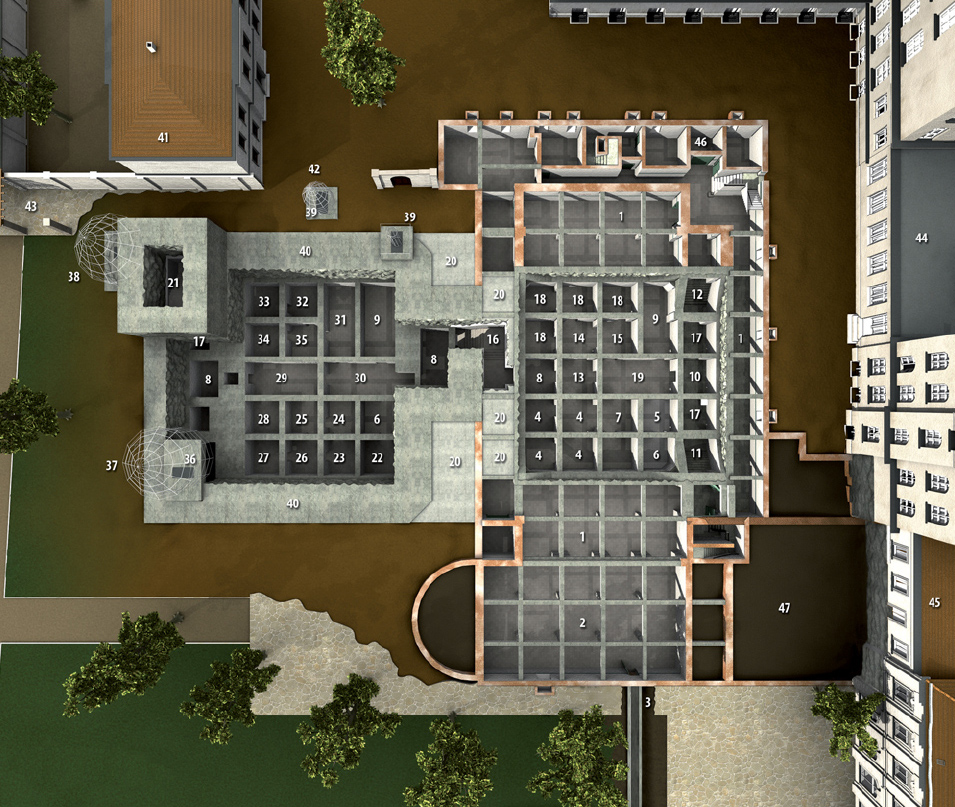
3D-модель фюрербункера (зліва)